# Odorrana
A Odorrana a kétéltűek (Amphibia) osztályába, valamint a békák (Anura) rendjébe és a valódi békafélék (Ranidae) családjába tartozó nem. 

## Előfordulásuk
A nembe tartozó fajok Kelet-Ázsiában honosak. Többségük élőhelye a sebesen folyó hegyi patakok. Jellegzetességük a hegyes pofa, amiről több faj a tudományos nevét is kapta (nasica, nasuta).

## Taxonómiai helyzete
Az Odorrana nemnek meglehetősen zavaros taxonómiai és rendszertani múltja van. A legtöbb ide sorolt faj eredetileg a Rana nembe tartozott. Egyes fajokról azt gondolták, hogy az Amolops vagy a Huia nembe tartoznak, másokat pedig az Eburana nembe kívántak helyezni. A legextrémebb javaslat az Odorrana beolvasztása a Huia nembe volt.
A 21. század elején molekuláris filogenetikai vizsgálatokkal megállapították, hogy a rendszertani zavart a külön leszármazási vonalakat képező Amolops, Huia és Odorrana nemek nagy mértékű konvergens evolúciója okozta. Emiatt taxonómiai változtatások váltak szükségessé, melyek különösen a Huia nemet érintették. A vizsgálatok azt is felfedték, hogy az Odorrana meglehetősen közeli rokonságban áll a Rana nemmel, ami vélhetően a legközelebbi leszármazási vonalat jelenti. Bár nem lehetünk teljesen biztosak abban, hogy az Odorrana különálló nemet alkot, a jelenleg rendelkezésre álló adatok ezt a tényt látszanak alátámasztani.
A vizsgálatok azt mutatták ki, hogy az Odorrana nemben több klád található, melyeket időnként alnemeknek tekintenek. Egyelőre csak kevés faj DNS-szekvenálását végezték el, a konvergens evolúció bizonytalanná teheti a csupán morfológiai jellemzőkön alapuló vizsgálatokat:
- Néhány bazális helyzetű faj, az Odorrana bacboensis, az Odorrana chapaensis, az Odorrana ishikawae és feltehetőleg még egy pár, látszólag nagyon különbözik bármely nagyobb csoporttól és egymástól is.
- Egy, az Odorrana margaretae típusfajt is tartalmazó robusztus klád, melybe az Odorrana andersonii, az Odorrana daorum, az Odorrana grahami és az Odorrana hmongorum tartozik.
- Egy apró, de jól elkülönülő leszármazási vonal, melybe az Odorrana absita, az Odorrana khalam és esetleg még pár faj tartozik . Nevezetesen az 'Odorrana hejiangensis és az Odorrana schmackeri lehetséges, hogy ide tartozik, vagy egy másik, jól elkülönülő leszármazási vonal tagjai.
- Egy nagy csoport, valószínűleg egy klád, melybe az Odorrana amamiensis az Odorrana banaorum, az Odorrana chloronota, az Odorrana hosii, az Odorrana livida, az Odorrana morafkai, az Odorrana megatympanum, az Odorrana narina, az Odorrana supranarina, az Odorrana swinhoana, az Odorrana tiannanensis, az Odorrana utsunomiyaorum és valószínűleg több további faj tartozik. Az elkülönült leszármazási vonalba tartozó Odorrana nasica, Odorrana tormota, Odorrana versabilis szintén ennek a csoportnak a tagja.

## Rendszerezés
A nembe az alábbi fajok tartoznak:
- Odorrana absita (Stuart & Chan-ard, 2005)
- Odorrana amamiensis (Matsui, 1994)
- Odorrana andersonii (Boulenger, 1882)
- Odorrana anlungensis (Liu & Hu, 1973)
- Odorrana aureola Stuart, Chuaynkern, Chan-ard & Inger, 2006
- Odorrana bacboensis (Bain, Lathrop, Murphy, Orlov & Ho, 2003)
- Odorrana banaorum (Bain, Lathrop, Murphy, Orlov & Ho, 2003)
- Odorrana bolavensis (Stuart & Bain, 2005)
- Odorrana cangyuanensis (Yang, 2008)
- Odorrana chapaensis (Bourret, 1937)
- Odorrana chloronota (Günther, 1876)
- Odorrana exiliversabilis Li, Ye & Fei, 2001
- Odorrana fengkaiensis Wang, Lau, Yang, Chen, Liu, Pang & Liu, 2015
- Odorrana geminata Bain, Stuart, Nguyen, Che & Rao, 2009
- Odorrana gigatympana (Orlov, Ananjeva & Ho, 2006)
- Odorrana grahami (Boulenger, 1917)
- Odorrana graminea (Boulenger, 1900)
- Odorrana hainanensis Fei, Ye & Li, 2001
- Odorrana hejiangensis (Deng & Yu, 1992)
- Odorrana hosii (Boulenger, 1891)
- Odorrana huanggangensis Chen, Zhou & Zheng, 2010
- Odorrana indeprensa (Bain & Stuart, 2006)
- Odorrana ishikawae (Stejneger, 1901)
- Odorrana jingdongensis Fei, Ye & Li, 2001
- Odorrana junlianensis Huang, Fei & Ye, 2001
- Odorrana khalam (Stuart, Orlov & Chan-ard, 2005)
- Odorrana kuangwuensis (Liu & Hu, 1966)
- Odorrana kweichowensis Li, Xu, Lv, Jiang, Wei, and Wang, 2018
- Odorrana leporipes (Werner, 1930)
- Odorrana lipuensis Mo, Chen, Wu, Zhang & Zhou, 2015
- Odorrana livida (Blyth, 1856)
- Odorrana lungshengensis (Liu & Hu, 1962)
- Odorrana macrotympana (Yang, 2008)
- Odorrana margaretae (Liu, 1950)
- Odorrana mawphlangensis (Pillai & Chanda, 1977)
- Odorrana monjerai (Matsui & Jaafar, 2006)
- Odorrana morafkai (Bain, Lathrop, Murphy, Orlov & Ho, 2003)
- Odorrana mutschmanni Pham, Nguyen, Le, Bonkowski, and Ziegler, 2016
- Odorrana nanjiangensis Fei, Ye, Xie & Jiang, 2007
- Odorrana narina (Stejneger, 1901)
- Odorrana nasica (Boulenger, 1903)
- Odorrana nasuta Li, Ye & Fei, 2001
- Odorrana orba (Stuart & Bain, 2005)
- Odorrana rotodora (Yang & Rao, 2008)
- Odorrana schmackeri (Boettger, 1892)
- Odorrana sinica (Ahl, 1927)
- Odorrana splendida Kuramoto, Satou, Oumi, Kurabayashi & Sumida, 2011
- Odorrana supranarina (Matsui, 1994)
- Odorrana swinhoana (Boulenger, 1903) - Grenouille de Swinhoe
- Odorrana tianmuii Chen, Zhou & Zheng, 2010
- Odorrana tiannanensis (Yang & Li, 1980)
- Odorrana tormota (Wu, 1977)
- Odorrana trankieni (Orlov, Le & Ho, 2003)
- Odorrana utsunomiyaorum (Matsui, 1994)
- Odorrana versabilis (Liu & Hu, 1962)
- Odorrana wuchuanensis (Xu, 1983)
- Odorrana yentuensis Tran, Orlov & Nguyen, 2008
- Odorrana yizhangensis Fei, Ye & Jiang, 2007
- Odorrana zhaoi Li, Lu & Rao, 2008